# Paul Desfossez
Paul Desfossez (* 27. Juli 1901 in Mülhausen im Elsass; † 21. Februar 1986 in Dillingen/Saar) war ein französischer Diplomingenieur und Technischer Direktor sowie stellvertretender Generaldirektor der Dillinger Hütte.
 

## Leben
Paul Desfossez hatte an der École supérieure d’électricité Elektrotechnik studiert und schloss dort als Diplomingenieur ab. Von 1924 an war er bei der Dillinger Hütte beschäftigt.
Mit Beginn des Zweiten Weltkrieges wechselte er als Direktionsassistent zum französischen Stahlhersteller Compagnie des Forges et Aciéries de la Marine et d'Homécourt. 1945 kehrte er nach Dillingen zurück und wurde Vorstandsmitglied der Dillinger Hütte.
Von 1947 bis 1967 war er Technischer Direktor des Stahlunternehmens. Ein Arbeitsschwerpunkt bildeten Wiederaufbau und Modernisierung der im Krieg zerstörten Werke.
1954 stieg er dort zum stellvertretenden Generaldirektor auf.
Er war verheiratet mit Anni Schöner. Zwei Töchter und ein Sohn stammen aus der Ehe.
Am 25. Februar 1986 wurde Paul Desfossez auf dem Friedhof St. Johann in Dillingen bestattet.

### Öffentliche Ämter
- Gründungs- und Vorstandsmitglied der Deutsch-Französischen Gesellschaft Saarbrücken und zuletzt bis 1984 deren Vizepräsident.
- Präsident der Vereinigung der Franzosen an der Saar
- Präsident des Fördervereins Altes Schloss Dillingen, dessen Gründung 1983 von Desfossez initiiert wurde.[2]
- Präsident des Rotary Clubs Saarbrücken
- Mitglied des Beirats für Wirtschafts- und Strukturfragen

### Schriften
- Bericht des Stahlwerksausschusses des Vereins Deutscher Eisenhüttenleute / Nr. 747. Ausblicke auf die Herstellung von Brammen im Stranggussverfahren für Breitband- und Grobblechwalzwerke, 1962
- Ausblicke auf die Herstellung von Bramen im Stranggussverfahren für Breitband- und Grobblechwalzwerke, 1962
- Bericht des Stahlwerksausschusses des Vereins Deutscher Eisenhüttenleute / Nr. 822. Betriebsergebnisse bei der Erzeugung schwerer Stranggussbrammen in einer Kreisbogenmaschine,
- Betriebsergebnisse bei der Erzeugung schwerer Stranggußbrammen in einer Kreisbogenmaschine, Düsseldorf Schloemann AG, 1966

### Auszeichnungen
- 28. Juni 1954 Ehrenbürger der Stadt Dillingen
- Offizier der Ehrenlegion
- 1971 Großes Bundesverdienstkreuz
- Dillingen benannte die Straße, in der sein ehemaliges Wohnhaus steht, im Jahr 2012 nach ihm in Paul-Desfossez-Allee um[3]